# Ivar Lo-museet

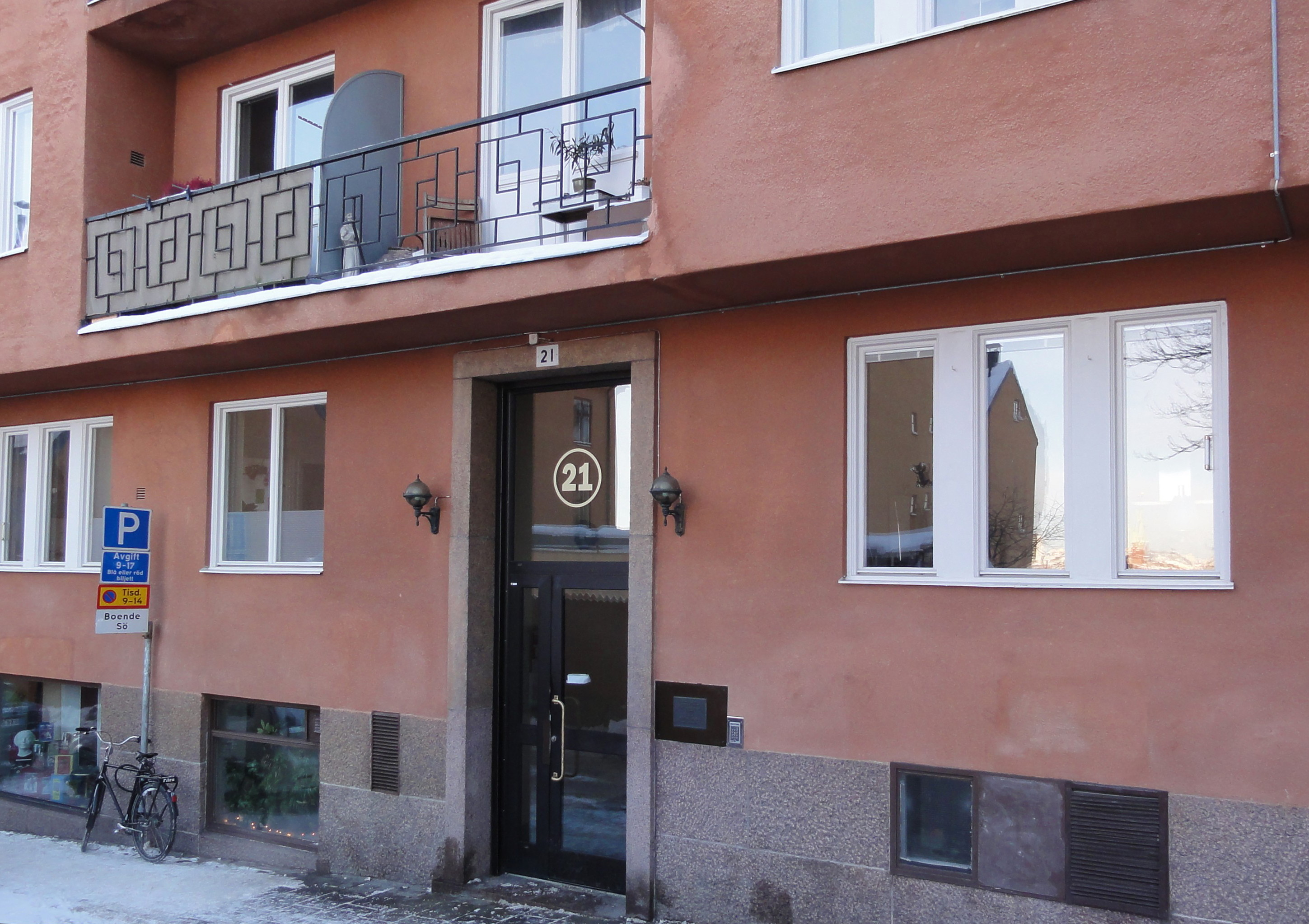
Entrén till Bastugatan 21, själva museet ligger på våning fyra trappor.

Ivar Lo-museet är ett författarmuseum ägnat åt Ivar Lo-Johansson och beläget vid Bastugatan 21 på Södermalm i Stockholm. Museet är öppet för allmänheten efter bokning.

## Beskrivning
Ivar Lo-museet är ett av Stockholms få författarmuseer som visar var och hur författaren Ivar Lo-Johansson arbetade. Museet öppnade 1991, ungefär ett år efter skaldens död och drivs av Ivar Lo-sällskapet. Det är inrättat i Ivar Lo-Johanssons tidigare arbetslägenhet på 4 trappor i bostadshuset Bastugatan 21 dit han flyttade 1934. Museet har bevarat mycket av sin historiska prägel eftersom lägenhetens interiör inte förändrades särskilt mycket under den tiden som författaren verkade här. 
Ursprungligen förvärvades den lilla lägenheten om ett rum och kök av Svenska lantarbetareförbundet men sedan år 2002 ägs den av Kommunalarbetareförbundet. På samma våningsplan finns även Ivar Lo-Johanssons tidigare bostad, även den en liten ”etta”. Den ägs av Ivar Lo-sällskapet. Huset uppfördes 1930-1932 efter ritningar av arkitekten Sam Kjellberg. Mittemot museet ligger Ivar Los park.